# Nelson (chwyt)

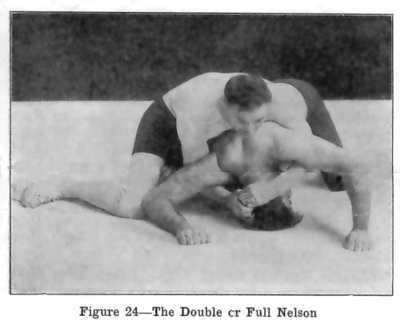
Podwójny nelson

Nelson – chwyt klamrowy w walce zapaśniczej. Polega na tym, że zawodnik, stojąc za przeciwnikiem, wsuwa swe ramię pod ramię przeciwnika chwytając go za kark. Chwyt ten został nazwany na cześć admirała Horatio Nelsona, który przygotował szczegółowy plan obezwładniania przeciwników w bitwach pod Abukirem i pod Trafalgarem.
Podwójny nelson – podobny chwyt oburącz, ze spleceniem palców na karku przeciwnika. Zazwyczaj stosowany w celu obalenia przeciwnika.